# 牧野芳奈
牧野 芳奈（まきの よしな、11月25日 - ）は、日本の女性声優。神奈川県出身。シグマ・セブン所属。

## 人物
DOA ザ・フレッシュを経て、2003年からシグマ・セブンに所属。
ワープロ検定３級、秘書技能検定２級、医療秘書士、医療事務管理士などの資格を持っている。

## 出演

### テレビアニメ
- 電脳冒険記ウェブダイバー（2001年、浅羽ユカリ）
- ToHeart2（2005年、薫子）
- 交響詩篇エウレカセブン（2005年、女生徒B、ガールズB、少女B）
- Dies irae（2017年 - 2018年、本城恵梨依[6]）- 2シリーズ

### OVA
- OVA ToHeart2（2007年、薫子）

### ゲーム
- 探偵 神宮寺三郎 夢の終わりに（1998年、永田美貴）
- Dies irae 〜Amantes amentes〜（2009年、本城恵梨依[7]）
- ハートフルシミュレーター PACHISLOT ToHeart2（2012年、薫子[8]）

### ドラマCD
- 甘い罪のカケラ（2002年）
- オオカミさんに気をつけて！（2002年）
- 熱量 ～カロリー～（2002年）
- 小児科病棟のキケンな夜（2002年）
- 殴る白衣の天使（2002年、今岡奈津美）
- はめてやるっ！（2002年）
- Dramatic CD Collection 裏刀神記 ‐うらかたなかみのき‐（2003年）
- しあわせにできる シリーズ（落合桜子）
  - しあわせにできる（2003年）
  - しあわせにできる２（2004年）
  - しあわせにできる３（2005年）
  - しあわせにできる４（2006年）
  - しあわせにできる５（2007年）
- キレパパ。（2004年）
- SUGGESTION 暗示 ～ANSWER Ⅱ～（2004年）
- ねじれたEDGE（2004年）
- 斎姫異聞 斎姫異聞シリーズⅠ（2005年）
- Dramatic CD Collection BROTHER ブラザー（2005年、飛鳥の母親）
- オリジナルドラマアルバム 三千世界の鴉を殺し 4（2005年）
- BLOOD ALONE（TVキャスター）

### デジタルコミック
- Beeマンガ アロマチック・ビターズ（2010年[9]、小優美）
- UULA あさきゆめみし（2013年、葵の上）

### ナレーション
- アナCAN（TBSテレビ）
- 辰巳琢郎のリフォーム夢家族（テレビ東京）
- 初体験天使 バージンエンジェル（名古屋テレビ）
- InsidePGA（CS放送）
- ミランマガジン（CS放送）
- 衛星劇場 番宣（CS放送）
- 東京クラッソ！（TOKYO MX）
- 日立 世界・ふしぎ発見!（TBSテレビ、ボイスオーバー）
- かぐや様は告らせたい?〜天才たちの恋愛頭脳戦〜特別番組

### 邦画
- 叫（2007年、叫びの声）